# C-pop
La C-pop, une abréviation de musique populaire chinoise (chinois simplifié : 中文流行音乐 ; chinois traditionnel : 中文流行音樂 ; pinyin : zhōngwén liúxíng yīnyuè ; cantonais Jyutping : zung1man4 lau4hang4 jam1ngok6), définit un genre musical produit par des artistes et groupes originaires de la république populaire de Chine (RPC), de Hong Kong et de Taïwan. D'autres artistes du genre sont originaires d'un pays dans lesquels la langue chinoise est d'usage courante comme Singapour et la Malaisie. La C-pop ne recouvre pas seulement la pop chinoise, mais également le R&B, les ballades, le rock chinois, le hip-hop chinois et l'ambient chinois. Il existe trois principaux sous-genres de la C-pop : la Cantopop, la Mandopop et la T-pop.

## Histoire

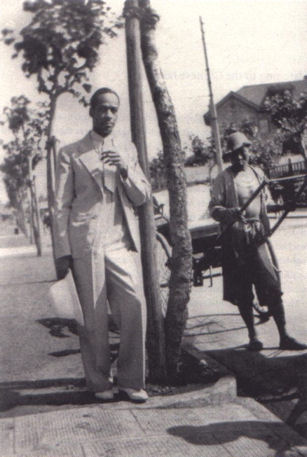
Buck Clayton, l'Américain qui aidera à amener des influences de jazz à Shanghai.

De 1920 à 1949, le terme de « musique populaire chinoise » décrit toute musique contemporaine chantée dans un dialecte chinois de Shanghai. Un artiste important du genre se nomme Li Jinhui. Buck Clayton est considéré comme celui ayant utilisé des éléments de jazz américain dans la musique chinoise ; ce genre gagnera en popularité dans les boîtes de nuit et dancehalls des grandes villes dans les années 1920. Un nombre de radios privées commencent à diffuser de la C-pop entre la fin des années 1920 et les années 1950.
En ce temps, pendant l'invasion japonaise de la Mandchourie et la guerre civile chinoise, la musique pop devient une distraction de gauche. Après la seconde guerre sino-japonaise et la Seconde Guerre mondiale, la C-pop est lancée dans les marchés, produites et distribuée par région. Le Parti communiste chinois établit la république populaire de Chine en 1949. L'une de leurs premières actions a été de catégoriser ce genre sous l'étiquette « musique jaune » (couleur associée à la pornographie). L'industrie de la musique pop de Shanghai emmène ensuite la musique pop vers Hong Kong et développe, dans les années 1970, la cantopop.
En 2000, EolAsia.com est fondé et devient le premier site web communautaire de C-pop à Hong Kong. Il échappe à la bulle Internet et offre la possibilité de télécharger légalement de la musique en février 2005, distribuée par EMI Music, Warner Music et Sony BMG. En août 2008, Norman Cheung, le père du chanteur Ronald Cheng, acquiert la portion restante d'EMI Music Asia lorsqu'EMI, qui s'est imposé dans l'industrie musicale chinoise au vingtième siècle, décline dans le pays. Typhoon music rachète une part estimée à HK$100 millions,. En février 2008, le moteur de recherche Baidu.com est poursuivi par des groupes locaux pour avoir fourni des liens envers des diffusions et téléchargements illégaux de leurs chansons. La diffusion illégale est toujours d'actualité et grandissante en Chine, mais Google annonce un partenariat pour la libre diffusion musicale. Top100.cn est fondée par la star du basketball locale Yao Ming, l'agent Zhang Mingji et Chen Ge pour un total de 20 millions de yuan. Google mp3 est mis en ligne en mars 2009. Le futur de la C-pop en Chine continentale prospère doucement. Cependant, la décision du gouvernement chinois de bannir la célèbre émission locale Super Girl pendant un an en 2008 et 2012 reste un sujet particulièrement polémique en Chine continentale.

## Artistes représentatifs
En 1999, Nanyang Siang Pau publie un top 100 des artistes C-pop les plus influençables du vingtième siècle. Le top 30 inclut par ordre : Teresa Teng, Zhou Xuan, Yoshiko Ōtaka, Sam Hui, Bai Guang, Paula Tsui, Alan Tam, Jacky Cheung, Anita Mui, Leslie Cheung, Faye Wong, Steven Liu, Chyi Yu, Lee Yee (李逸), Danny Chan, Dave Wong, Julie Su, Roman Tam, Beyond, Eric Moo, Chyi Chin, Yao Su-yong (姚蘇蓉), Wu Yingyin, Tsin Ting, Yao Lee, Tsui Ping, Tsai Chin, Lo Ta-yu et Jonathan Lee.
En 2010, les Chinese Music Awards reconnaissent les artistes C-pop depuis 1980. Les 30 qui y sont inclus sont : Liu Jia-chang, Li Guyi (李谷一), George Lam, Sam Hui, Paula Tsui, Roman Tam, Alan Tam, Steven Liu, Julie Su, Teresa Teng, Fong Fei-fei, Jenny Tseng, Lo Ta-yu, Fei Yu-ching, Leslie Cheung, Danny Chan, Chyi Yu, Tsai Chin, Chyi Chin, Anita Mui, Jonathan Lee, Jacky Cheung, Cui Jian, Liu Huan, Tat Ming Pair, Beyond, Sandy Lam, Faye Wong, Eason Chan et Jay Chou.
2019, le groupe appartenant à la grande agence sud coréenne, SM Entertainment, NCT, base en Chine une sous unité tout d’abord appelée NCT China avant d’être renommée en 2020 WayV (威神V Wei Shen V) composer de 7 membres : Qian Kun, Chittaphon Leechaiyapornkul, Dong Sicheng, Wong Yukhei, Xiao Dejun, Huang Guan Heng et Liu Yangyang tous d’origine chinoise sauf Ten (chanteur) qui vient de Thaïlande. En 2019 lors de la grande cérémonie musical, MAMA MUSIC AWARD, ils ont leur premier prix : meilleur nouvel artiste Asiatique avec leur Maydelay de Moonwalk et Take-off.